# Кава по-арабськи
Кава по-арабськи, відома також як Кахва (араб. قهوة), є різновидом кави, звареної з зерен арабіки. Більшість арабських країн Близького Сходу розробили власні методи заварювання та приготування кави. Часто додають кардамон, але як альтернатива кава може подаватися в чистому вигляді або з цукром.
Залежно від смаків, існує кілька різних способів приготування кави. За одних вона виходить світлою, а за інших — темною. Арабська кава гіркувата, і в неї зазвичай не додають цукор. Зазвичай її подають у маленьких чашках із декоративним візерунком (фінджани). Арабську каву прийнято пити під час сімейних зустрічей або прийому гостей.
Арабська кава виникла на Близькому Сході, спочатку в Ємені, а звідти поширилася до Мекки (Хіджаз), Єгипту, Леванту, а потім, у середині 16 століття, до Туреччини, а звідти до Європи, де кава також стала популярною. Арабська кава є нематеріальною культурною спадщиною арабських країн, підтвердженою ЮНЕСКО. Щороку 3 березня єменці святкують «День єменської кави» — національне свято на честь вирощування кави.

## Етимологія

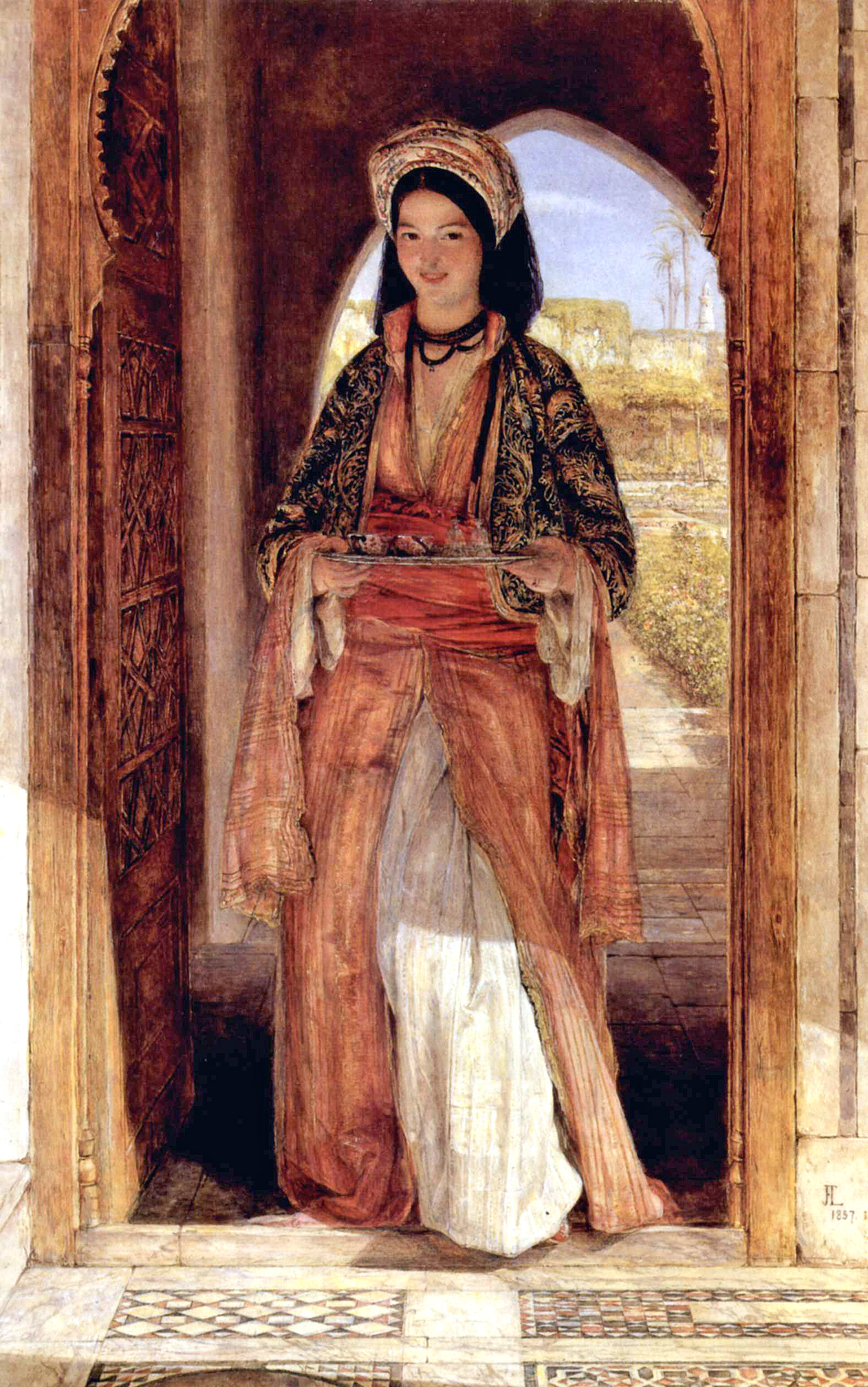
Арабська жінка (рознощиця кави) в Каїрі, Єгипет, художник Джон Фредерік Льюїс, 1857

Слово «кава» увійшло до англійської мови у 1582 році через голландське koffie, запозичене з османського турецького kahve, яке, своєю чергою, запозичене з арабського قَهْوَة (qahwa, «кава, заварка»). Слово qahwah, можливо, спочатку стосувалося репутації напою як такого, що пригнічує апетит, від слова qahiya (араб. قَهِيَ, трансліт. qahiya, латиніз. to lack hunger («не відчувати голоду»)). Назва qahwah не використовують для позначення ягід або рослин (продуктів цього регіону), які арабською називаються bunn. Семітська мова має корінь qhh «темний колір», який став природним позначенням для напою. Згідно з цим аналізом, форма жіночого роду qahwah (також означає «темного кольору, тьмяна, суха, кисла») також мала значення вино, яке також часто було темного кольору.

## Історія
Перші достовірні свідчення про вживання кави з'являються в середині 15 століття (але вважають, що це сталося набагато раніше) з Ємену, де каву використовували в суфійських монастирях. Суфії вживали її, щоб бути бадьорими під час своїх нічних богослужінь. Переклад рукопису Аль-Джазірі простежує поширення кави з Аравії Фелікс (сучасний Ємен) на північ до Мекки та Медіни, а потім до великих міст Каїра, Дамаска, Багдада та Константинополя. У 1511 році консервативні ортодоксальні імами на богословському суді в Мецціі заборонили її через її збуджувальний ефект. Однак ці заборони були скасовані в 1524 році за наказом османсько-турецького султана Сулеймана I, а Великий муфтій Мехмет Ебуссууд ель-Імаді видав фетву, що дозволяла споживання кави. У Каїрі, Єгипет, подібна заборона була введена в 1532 році, а кав'ярні та склади з кавовими зернами були розграбовані.

## Підготовка

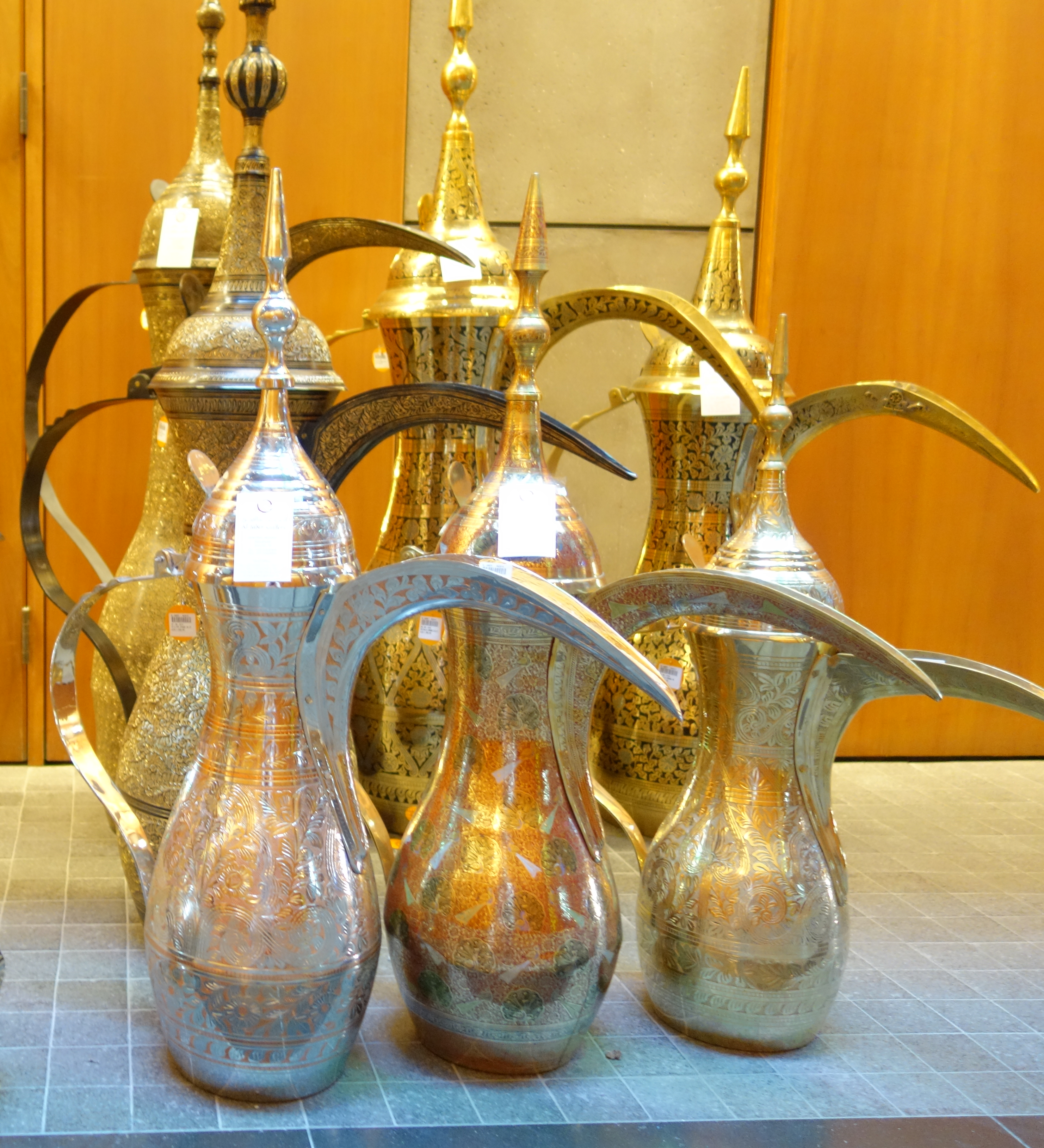
Даллах

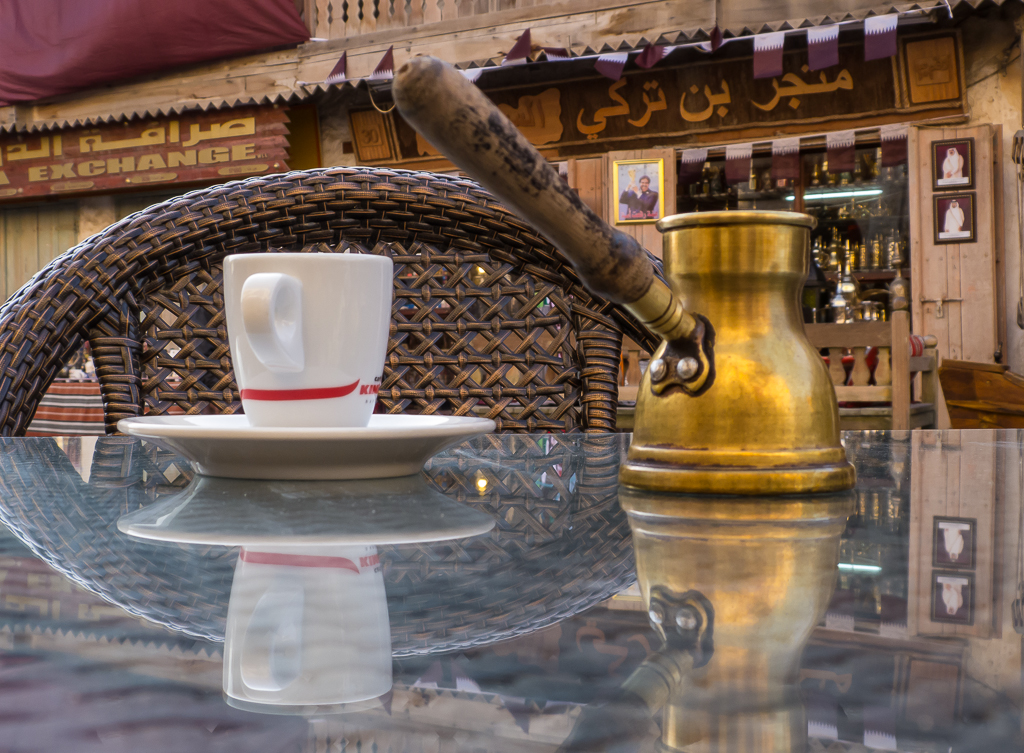
Канака, яку також називають риква або джезва, в Сук Вакіф у Досі, Катар

Арабську каву готують із кавових зерен, обсмажених дуже слабко або сильно за температури від 165 до 210 °C з додаванням кардамону, і вона є традиційним напоєм в арабській культурі.
Традиційно його обсмажують кухні, мелють, заварюють і подають гостям. Її часто подають з фініками, сухофруктами, цукатами або горіхами. Арабську каву визначають за способом приготування і смаковими якостями, а не за типом обсмажених зерен. Кава по-арабськи — це зварена кава, не фільтрована, чорна. Цукор зазвичай не додають, але за бажанням його можна додати під час приготування або при подачі. Її подають у маленькій витонченій чашці без ручок, яка називається фінджан. Іноді каву переливають у більший і красивіший глечик, який ставлять перед гостями, — даллах (Dallah). Однак часто господар готує каву на кухні та ставить тацю з маленькими горнятками. Кава по-арабськи відрізняється від американської за низкою ознак. Для приготування кави по-арабськи використовують зерна арабіки, піддані м'якому обсмажуванню і делікатному подрібненню в порошок. Гвоздика, кардамон і шафран — типові ароматизатори, які не містять цукру або молока. Американську каву темнішого обсмаження подають у великій кількості з цукром і молоком, але без спецій. На відміну від турецької кави, традиційна арабська кава, коріння якої сягає бедуїнських традицій, зазвичай несолодка (qahwah saada). Щоб компенсувати гіркуватий присмак, до кави зазвичай подають щось солодке — традиційним доповненням є фініки, — а разом із тацею з кавовими горнятками часто подають й інші десерти.

### Аравійський півострів

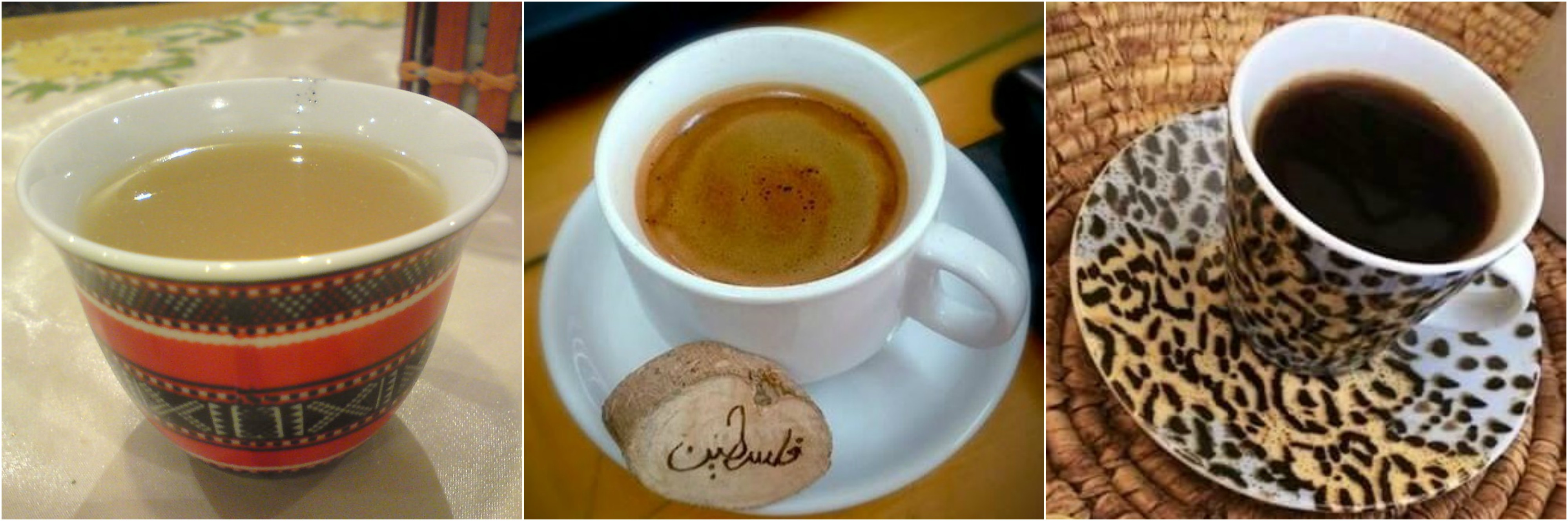
Різні види арабської кави золотиста кава Хеджазі / Наджді ліворуч та левантійська чорна «qahwah sādah» (звичайна кава) праворуч

У Саудівській Аравії, особливо в регіонах Неджд і Хіджаз, поширеним методом є легке обсмажування, яке надає каві золотистого/світлого кольору. Залежно від виробника додають такі спеції, як шафран, кардамон, гвоздика та корицю, причому кардамон є найбільш важливим. Одними з найбільш часто використовуваних кавових зерен є кавові зерна Harari, Bunn Harari, араб. بُنْ هَرَرِي, які походять з регіону Харарі в Ефіопії.
У той час як арабська кава в Неджді та Хіджазі має золотистий колір, у Північній Аравії сорт арабської кави, відомий як qahwah shamālia (дослівно означає «північна кава»), має темніший колір, тому що обсмажування кавових зерен займає трохи більше часу. Північна кава також відома в Йорданії як кава бедуїнів. Дехто додає трохи випароване молоко, щоб трохи змінити колір, але це трапляється рідко.
ЇЇ готують і подають у спеціальному кавнику який називається даллах (араб. دلة), але частіше використовують кавник джезва (відомий як риква або канака), а п'ють з фінджана (араб. فِنْجَان). Порції невеликі, займають лише дно чашки. Її подають вдома, а в хороших ресторанах — офіціанти в спеціальному одязі, яких називають гахваджі, і майже завжди до нього додають фініки. Її завжди пропонують з компліментами від закладу.

### Левант
Гарячий напій, який споживають араби, — це кава, яку подають зранку та протягом дня. Зазвичай обирають каву по-арабськи. Арабська кава схожа на турецьку каву, але перша приправлена кардамоном і зазвичай несолодка. Серед бедуїнів та більшості інших арабів у регіоні Палестини гірка кава, відома як qahwah sadah (буквально «проста кава»), була символом гостинності. Розливання напою було церемоніальним: господар або його старший син, рухаючись за годинниковою стрілкою серед гостей, яких оцінювали за віком і статусом, розливав каву в крихітні чашечки з латунного горщика. Вважалося «ввічливим» для гостей випити лише три чашки кави, а потім допити останню чашку, промовивши daymen, що означає «завжди», але мало на увазі «нехай у вас завжди будуть кошти, щоб подати каву».

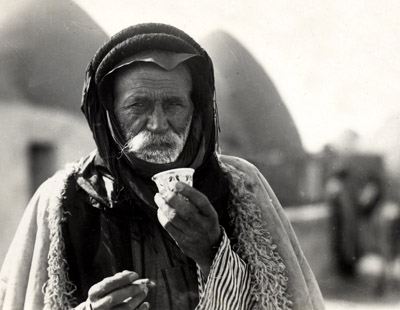
Арабський бедуїн з вулика в Алеппо, Сирія, п'є традиційну мурра (гірку) каву, 1930 рік

У Лівані каву готують у кавнику з довгою ручкою, який називають «ракве». Потім каву наливають безпосередньо з «ракве» в маленьку чашку, зазвичай прикрашену декоративним візерунком, відому як фінджан. Місткість фінжана становить 60-90 мл (2-3 унції). Ліванська кава традиційно міцна та чорна і схожа на каву інших країн Близького Сходу. Однак вона відрізняється зернами й обсмажуванням: світлі та темні зерна змішують разом і перемелюють на дуже дрібний порошок. Часто жартують, що ліванець, який не п'є кави, ризикує втратити своє громадянство. Арабська кава в Йорданії — це набагато більше, ніж просто напій, це традиційний знак поваги та спосіб об'єднати людей разом. Чорна арабська кава зі смаком кардамону, також відома як qahwah sādah (вітальна кава), глибоко вкорінена в йорданській культурі. Пригощання гостей кавою (і чаєм) є важливою частиною щирої гостинності Хашимітського королівства.

### Марокко
Хоча національним напоєм Марокко є є міцний зелений чай, заварений зі свіжою м'ятою, а еспресо дуже популярний, кава по-арабськи також широко вживається, особливо в офіційних випадках. Її часто готують з метою укладення ділових угод і вітання когось у своєму домі, а також часто подають на весіллях і в інших важливих випадках.

## Культивування

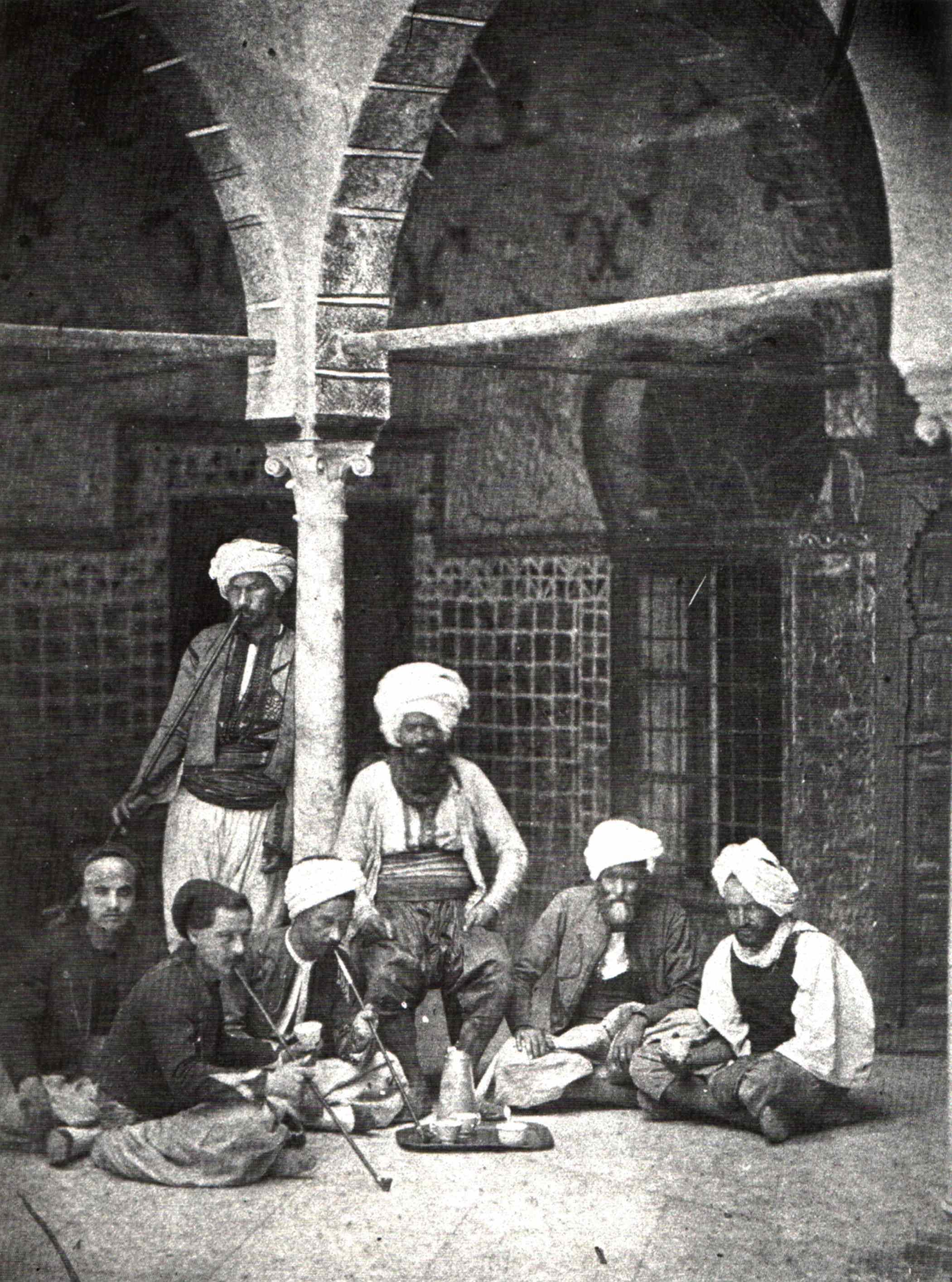
Макха в османському Єрусалимі в 1858 році

Значною мірою популяризація кави пов'язана з її вирощуванням в арабському світі, яке почалося на території сучасного Ємену суфійськими монахами в XV столітті. Завдяки тисячам арабів, які здійснювали паломництво до Мекки, насолода від кави, або «вина Аравії», поширилося на інші арабські країни (наприклад, Єгипет, Сирію), а в XVI столітті — і на більшу частину світу.
Кава, окрім того, що була необхідною в побуті, стала важливою частиною суспільного життя. Кав'ярні, qahwa قَهوة сучасною стандартною арабською мовою, стали «школами мудреців», оскільки вони перетворилися на місця інтелектуальних дискусій, а також на центри відпочинку та товариства.

## Кав'ярня

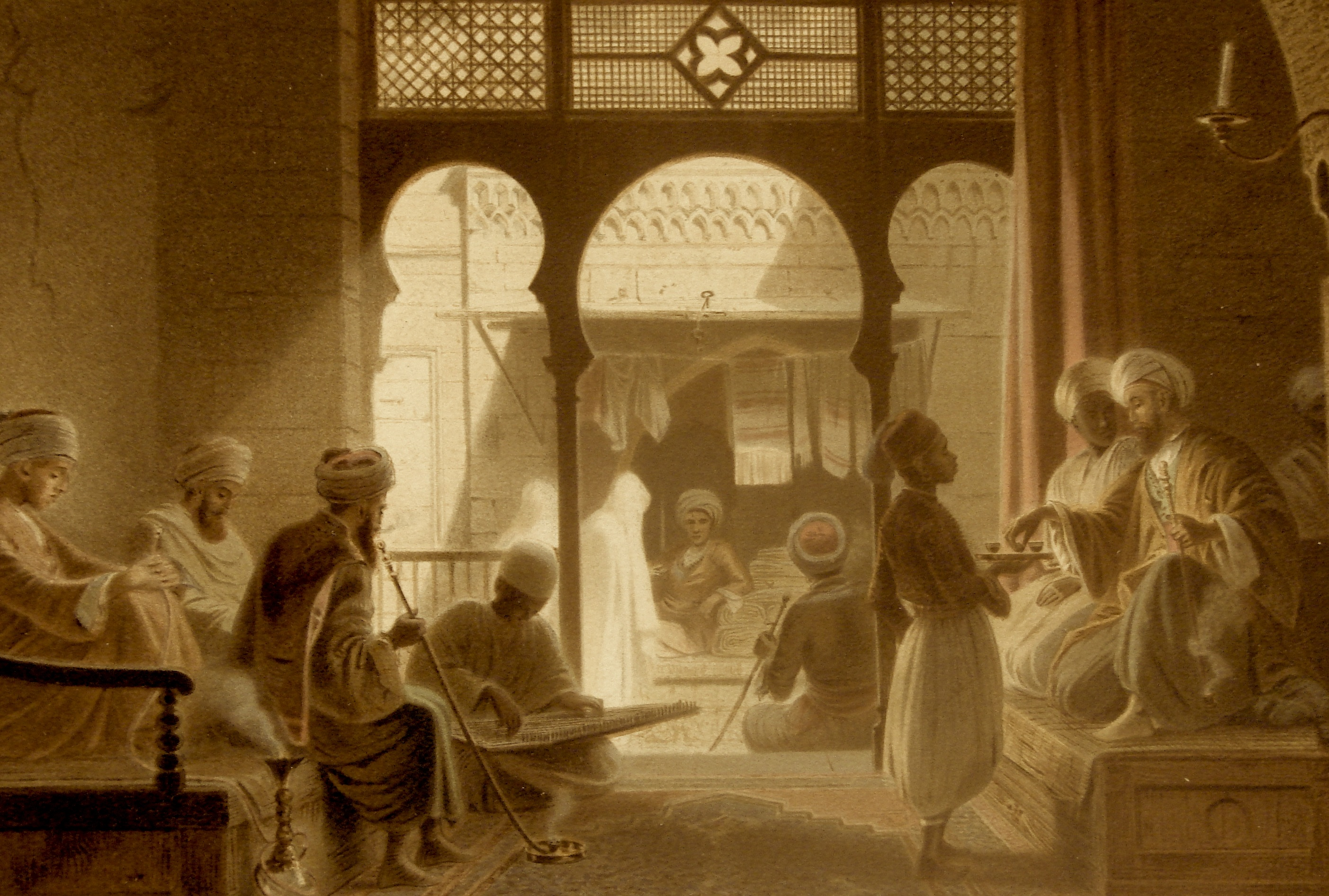
Кав'ярня в Каїрі, кінець 18 століття

Культура кав'ярень зародилася в арабському світі, а згодом поширилася на інші регіони світу і змішалася з місцевою культурою. Традиційні арабські кав'ярні — це місця, де збираються переважно чоловіки, щоб поспілкуватися за іграми, кавою та кальяном. Залежно від того, де знаходиться кав'ярня, її фірмові напої відрізняються. У Магрибі подають зелений чай з м'ятою або каву в арабському та/або європейському стилі. Арабську каву, або турецьку каву, готують в Єгипті та країнах Леванту. Кава по-арабськи — дуже невелика кількість темної кави, звареної в турці, яку подають у чашці демітас. Зокрема, в Єгипті каву подають мазбуута, що означає, що кількість цукру буде «як раз», приблизно одна чайна ложка на чашку. Однак на Аравійському півострові арабську каву обсмажують таким чином, що вона стає майже прозорою. В усьому арабському світі прийнято, щоб господар доливав каву в чашку гостя, доки той ввічливо не подасть знак, що він закінчив.

## Сервіс
Арабську каву зазвичай подають по кілька мілілітрів за раз. Кава по-арабськи подається з дотриманням формального етикету для господаря, відвідувача та офіціанта. Офіціант повинен тримати даллах долонею правої руки, розташованою зверху, а лівою рукою тримати чашку. Відповідно до гостьового етикету, чашку слід приймати та повертати офіціантові правою рукою. Пріоритет надається найстаршому або найбільш значущому гостю. Гість випиває її та, якщо бажає, жестом показує офіціантові, щоб той не наливав більше. В іншому випадку, офіціант продовжуватиме наливати ще кілька мілілітрів за раз, доки гість не дасть зрозуміти, що йому вже досить. Найпоширеніша практика — випити лише одну чашку, оскільки подача кави є церемоніальним актом доброзичливості та гостинності. Іноді люди також п'ють більшу кількість під час розмови.

## Звички
Чашки зазвичай наповнюються лише наполовину, і заведено пити три чашки. Арабська кава посідає чільне місце в традиційних арабських святах і особливих подіях, таких як Рамадан і Курбан-байрам.

### Ворожіння
Читання кави по-арабськи (араб. قراءة الفنجان, трансліт. qirāʾat al-finjān), схоже на ворожіння на чайному листі: відвідувача просять випити міцної свіжої арабської кави, залишивши в чашці приблизно чайну ложку рідини. Потім чашку перевертають на блюдце, щоб залишки рідини могли стекти та висохнути. Потім читач інтерпретує візерунки, густим залишком на внутрішній стороні чашки, у пошуках символів та літер.

### Похорони
Арабські похорони збирають сім'ї та дальніх родичів, які п'ють гірку несолодку каву і розповідають про життя і долю покійного. Чоловіки та жінки збираються окремо, і стало дуже модним наймати дуже представницьких жінок, чия єдина робота полягає в тому, щоб цілий день подавати жінкам каву. Чоловіки-офіціанти обслуговують чоловіків. Арабські мусульмани та християни поділяють цю традицію.

## Харчова цінність
Маленька чашка арабської кави майже не містить калорій і жирів. Вона містить невелику кількість білка. Відсоток води у завареній каві становить 95 %, що може задовольнити щоденну потребу в гідратації. Арабська кава є сечогінним засобом, проте потрібно понад 5-7 чашок, щоб зневоднити організм. Арабська кава містить від 110 до 117 міліграмів калію на 7 унцій і незначну кількість солі. 